# Leptonema affine
Leptonema affine is een schietmot uit de familie Hydropsychidae. De wetenschappelijke naam van de soort werd voor het eerst geldig gepubliceerd in 1905 door Georg Ulmer.
De soort komt voor in het Afrotropisch gebied. De specimens die Ulmer beschreef kwamen uit Madagascar en werden bewaard in het Parijse Muséum national d'histoire naturelle.